# Gabriel Martinelli
Gabriel Teodoro Martinelli Silva (Guarulhos, São Paulo, 18 de junio de 2001) es un futbolista brasileño que juega de delantero en el Arsenal F. C. de la Premier League de Inglaterra.

## Trayectoria
Comenzó su carrera en 2010, jugando en el equipo de fútbol sala del Corinthians. Después fichó por el Ituano para 2015, aunque anteriormente realizó pruebas en clubes como el Manchester United y el F. C. Barcelona.
El 4 de noviembre de 2017 firmó su primer contrato profesional con el club brasileño. Debutó el 17 de marzo de 2018 en la victoria de visita por 2-1 ante el São Bento.
Anotó su primer gol para el Ituano el 8 de septiembre de 2018, el segundo gol de la victoria por goleada con un resultado de 4-1 de visita sobre el Taboão da Serra en la Copa Paulista. Durante el Campeonato Paulista de 2019, fue el máximo artillero del equipo con 6 goles, donde logró que su club alcanzará los cuartos de final. Fue nombrado en el equipo ideal del torneo y además fue nombrado el jugador joven de la temporada.

### Arsenal
El 2 de julio de 2019 fichó por el Arsenal de la Premier League.
Después del gol en Copa, anotó dos goles en tres minutos en el partido de Europa League contra el Standard. El 18 de febrero de 2023 marcó un gol contra el Aston villa en el 96 después de la salida de Emiliano Martínez del arco en un córner. El 16 de marzo erró su penal en la serie contra el Sporting Lisboa, resultando decisivo y clave en la eliminación de Arsenal en la competición de Liga Europa de la UEFA.

## Selección nacional
El 20 de mayo de 2019 Tite lo llamó para ser sparring con la selección de Brasil en la preparación para la Copa América 2019. Para debutar tuvo que esperar al 24 de marzo de 2022 en un partido de clasificación para el Mundial 2022 ante Chile.

### Participaciones en Copas del Mundo
| Mundial      | Sede  | Resultado        | Partidos | Goles |
| ------------ | ----- | ---------------- | -------- | ----- |
| Mundial 2022 | Catar | Cuartos de final | 3        | 0     |

### Participaciones en Copas América
| Torneo            | Sede           | Resultado        | Partidos | Goles |
| ----------------- | -------------- | ---------------- | -------- | ----- |
| Copa América 2024 | Estados Unidos | Cuartos de final | 2        | 0     |

## Estadísticas

### Clubes
Actualizado al último partido disputado el 25 de mayo de 2025.
| Ituano F. C. · Brasil | 4.ª           | 2018-19       | 17  | 6  | 2  | 17 | 4 | 0 | 0  | 0 | 0 | 34  | 10 | 2  |
| Ituano F. C. · Brasil | Total club    | Total club    | 17  | 6  | 2  | 17 | 4 | 0 | 0  | 0 | 0 | 34  | 10 | 2  |
| Arsenal F. C. Inglaterra | 1.ª           | 2019-20       | 14  | 3  | 0  | 5  | 4 | 1 | 7  | 3 | 3 | 26  | 10 | 4  |
| Arsenal F. C. Inglaterra | 1.ª           | 2020-21       | 14  | 2  | 1  | 2  | 0 | 1 | 6  | 0 | 0 | 22  | 2  | 2  |
| Arsenal F. C. Inglaterra | 1.ª           | 2021-22       | 29  | 6  | 6  | 7  | 0 | 0 | 0  | 0 | 0 | 36  | 6  | 6  |
| Arsenal F. C. Inglaterra | 1.ª           | 2022-23       | 36  | 15 | 5  | 3  | 0 | 1 | 7  | 0 | 1 | 46  | 15 | 7  |
| Arsenal F. C. Inglaterra | 1.ª           | 2023-24       | 35  | 6  | 4  | 3  | 0 | 0 | 6  | 2 | 2 | 44  | 8  | 6  |
| Arsenal F. C. Inglaterra | 1.ª           | 2024-25       | 33  | 8  | 4  | 5  | 0 | 0 | 13 | 2 | 2 | 51  | 10 | 6  |
| Arsenal F. C. Inglaterra | Total club    | Total club    | 161 | 40 | 20 | 25 | 4 | 3 | 39 | 7 | 8 | 225 | 51 | 31 |
| Total carrera | Total carrera | Total carrera | 178 | 46 | 22 | 42 | 8 | 3 | 39 | 7 | 8 | 259 | 61 | 33 |
| (1) Incluye datos de la Copa Paulista (2018). (2) Incluye datos de la Football League Cup, FA Cup (2019-act.). (3) Incluye datos de la Liga Europa (2019-act.). |               |               |     |    |    |    |   |   |    |   |   |     |    |    |

## Palmarés

### Títulos nacionales
| Título           | Club          | País       | Año  |
| ---------------- | ------------- | ---------- | ---- |
| FA Cup           | Arsenal F. C. | Inglaterra | 2020 |
| Community Shield | Arsenal F. C. | Inglaterra | 2020 |
| Community Shield | Arsenal F. C. | Inglaterra | 2023 |

### Títulos internacionales
| Título                    | Club (*)        | Sede  | Año  |
| ------------------------- | --------------- | ----- | ---- |
| Torneo Olímpico de Fútbol | Brasil olímpica | Japón | 2020 |

(*) Incluyendo la selección.